# Besanosaurus
 Besanosaurus  ist eine Gattung der Ichthyosaurier (Ichthyopterygia, Ichthyosauria) aus der Mitteltrias von Europa, die zu den Shastasauria gestellt wird. Es wurde nur eine Art (Typusart) wissenschaftlich beschrieben, Besanosaurus leptorhynchus.

## Fundgeschichte
Das Besano-Monte-San-Giorgio-Gebiet in Norditalien nahe der Grenze zur Schweiz ist eine bekannte Lagerstätte für Fossilien aus der Mitteltrias. Die bituminösen Dolomit- und Schieferschichten bergen eine Vielzahl an Fischen und aquatischen Reptilien. Die Besano-Formation ist besonders reich an Ichthyosauriern, die fast alle zur Gattung Mixosaurus gehören.
Bei einer Ausgrabung des Museo Civico di Storia Naturale di Milano („städtisches Museum für Naturgeschichte von Mailand“) unter der Leitung von Cristiano Dal Sasso wurden 1993 im Steinbruch Sasso Caldo nordöstlich von Besano die Fossilien von Besanosaurus leptorhynchus gefunden.
Das Skelett des bisher einzigen Exemplars (Holotypus) dieser Art ist nahezu vollständig erhalten und wird nach mehrjährigen Ausgrabungs- und Präparationsarbeiten im naturhistorischen Museum in Mailand gezeigt.

## Namensgebung
Der Gattungsname leitet sich vom Fundort Besano und der auffallend schmalen Schnauze des Tieres ab (griechisch: leptos = schmal, rhynchos = Schnauze).

## Merkmale des Holotypus
Der Holotypus hat eine Länge von 5,80 Metern. Die weiteren Skelettstrukturen, insbesondere die Form des Oberkiefers (Maxillare) und des Zwischenkieferknochens (Prämaxillare), die verlängerte Nackenregion, die im Querschnitt nahezu kreisförmigen Halswirbel, die schweren und robusten Bauchrippen (Gastralia) und die Anzahl der präsakralen (vor dem Kreuzbein gelegenen) Wirbel weisen ihn als Shastasaurier aus.
Die Gesamtzahl der Wirbel (60 Präsakralwirbel, 2 Kreuzbeinwirbel und 139 Schwanzwirbel) ist ungewöhnlich hoch. Es ist kein weiterer Shastasaurier mit einer derart hohen Schwanzwirbelzahl bekannt, die Schwanzlänge macht 51,5 % der Gesamtlänge aus. Die geschätzte Länge der Vorderflossen ist mit 70 Zentimetern um 10 Zentimeter länger als die der Hinterflossen.
Die Bezahnung ist thekodont und homodont, die kegelförmigen und geriffelten Zähne sind vergleichsweise klein, der längste misst 8 Millimeter. Dal Sasso vermutet daher, dass sich Besanosaurus von kleinen Kopffüßern ernährte, die er schnappte aber nicht zerkauen konnte.
Eine radiologische Untersuchung hat ergeben, dass sich im Körper dieses Exemplars vier Embryonen befinden. Bei teutophagen Ichthyosauriern mit ihrem schmalen Rostrum ist Kannibalismus als Ursache für die Fossilassoziation sehr unwahrscheinlich, daher wird angenommen, dass es sich bei diesem Exemplar um ein trächtiges Weibchen gehandelt hat und Besanosaurus, wie die übrigen Ichthyosaurier, lebendgebärend gewesen ist.
Die beschriebenen Eigenschaften rechtfertigen die Einführung der neuen Gattung Besanosaurus mit der bisher einzigen bekannten Art Besanosaurus leptorhynchus.